# Udo Reimann

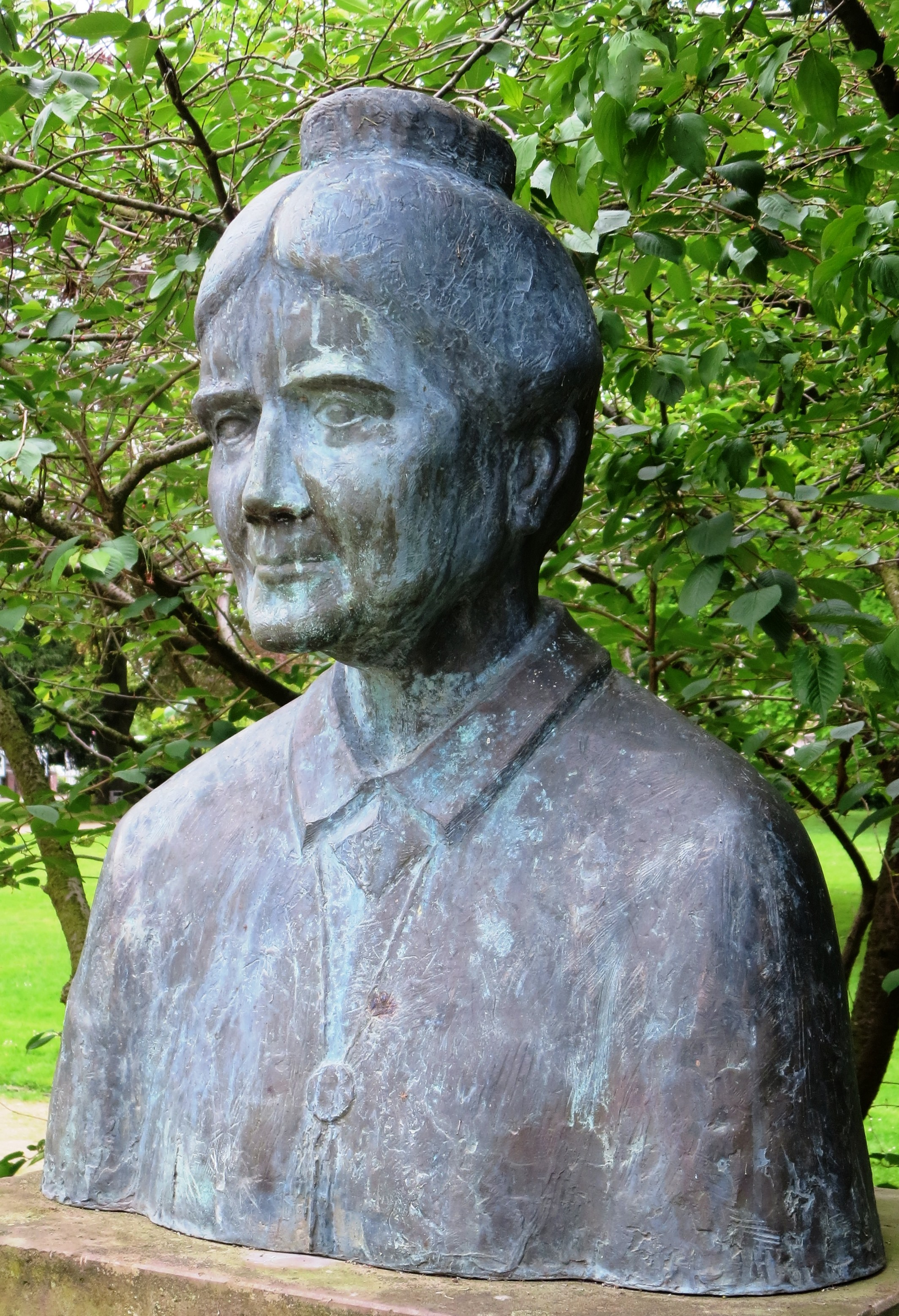
Büste von Helene Lange (1995)

Udo Reimann (* 22. Juli 1939 in Jauer, Schlesien; † 25. August 2023, Oldenburg) war ein deutscher Bildhauer.
Udo Reimann studierte an der Staatlichen Kunstschule Bremen und an der Kunstakademie Münster. Seit 1968 lebte und arbeitete er in Oldenburg, wo er Mitglied der Künstlergruppe „Kranich“ war.

## Werke
Zu den bekanntesten Werken von Udo Reimann gehören mehrere Brunnenanlagen sowie die Gedenkstätte für die Opfer des Nationalsozialismus in den Wallanlagen in Oldenburg.
Im Jahre 2011 wurde Reimann der Kulturpreis der Oldenburgischen Landschaft verliehen.

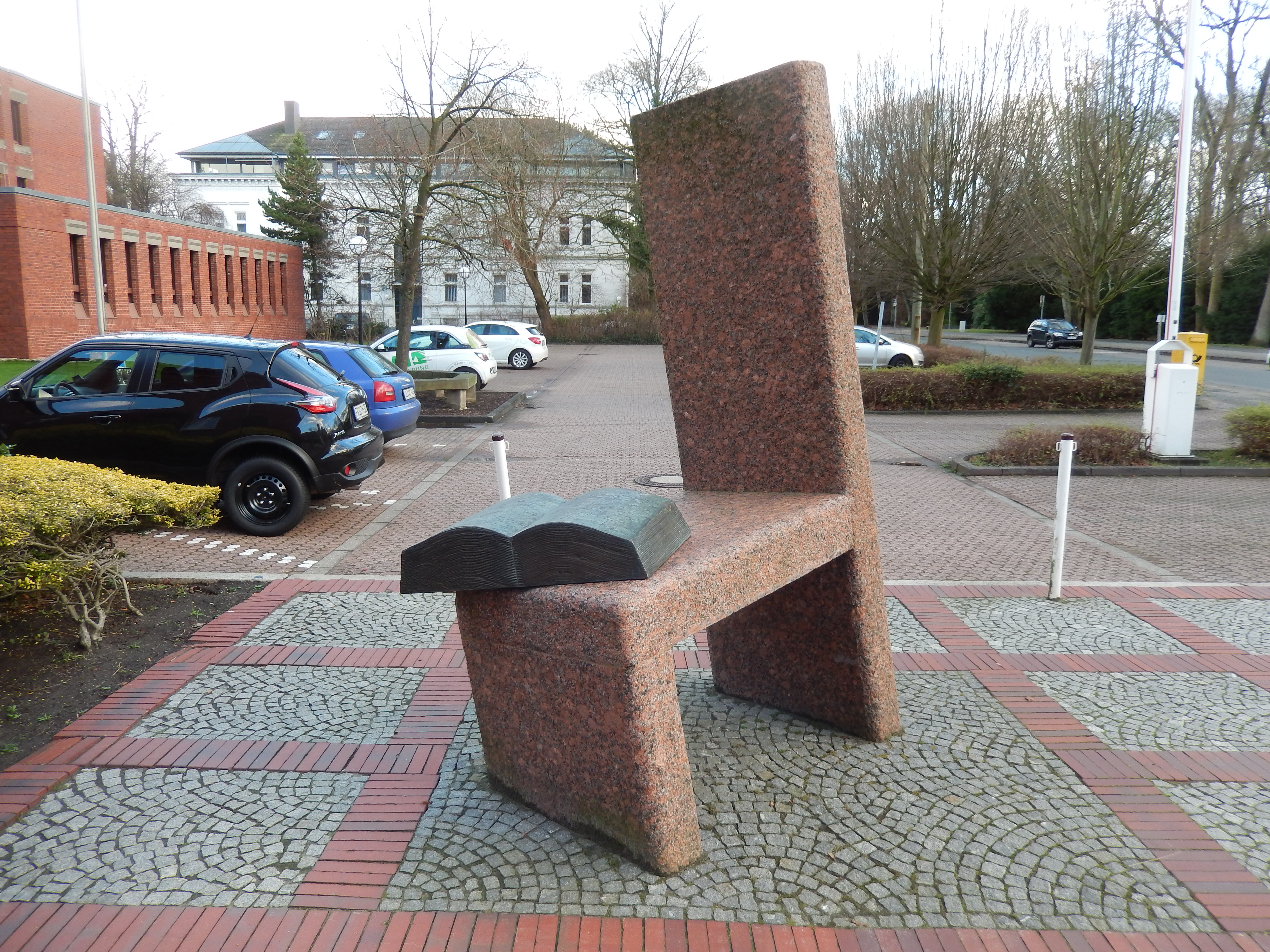
Gericht und Recht am Amtsgericht Wilhelmshaven
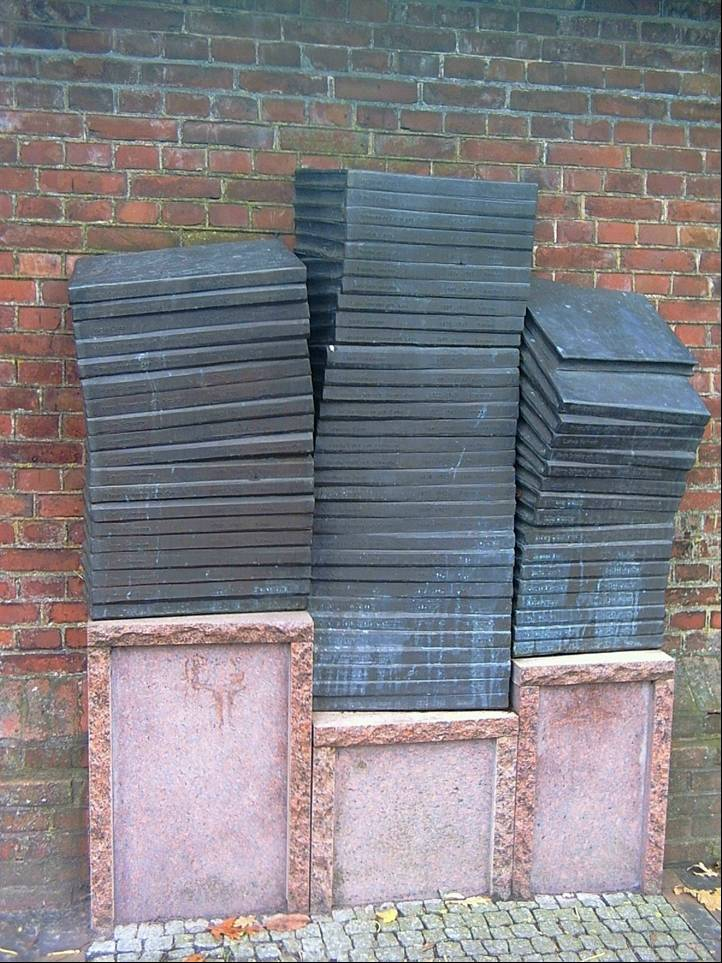
Denkmal für die ermordeten Juden von Jever
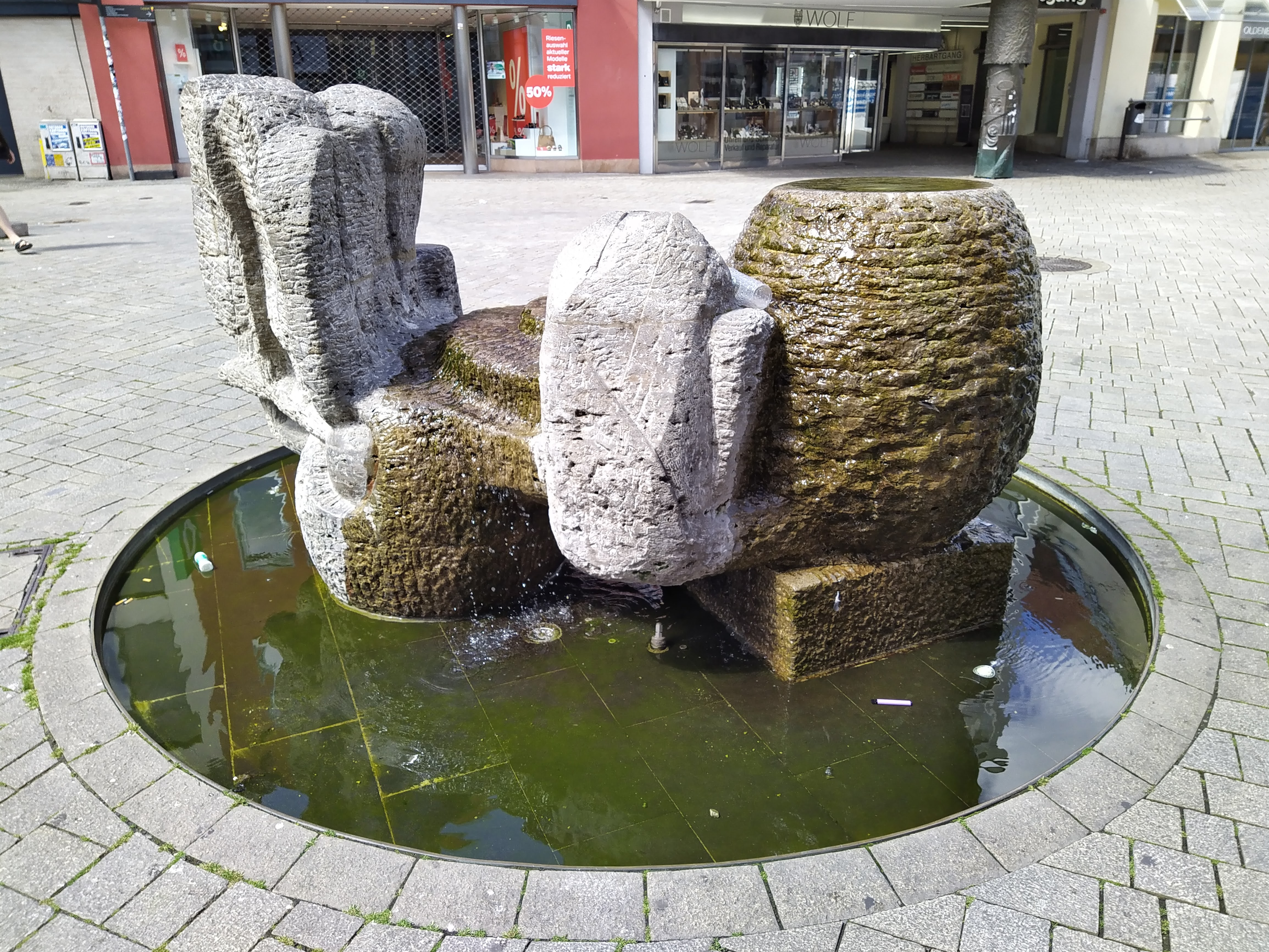
Brunnen aus Muschelkalk in Oldenburg
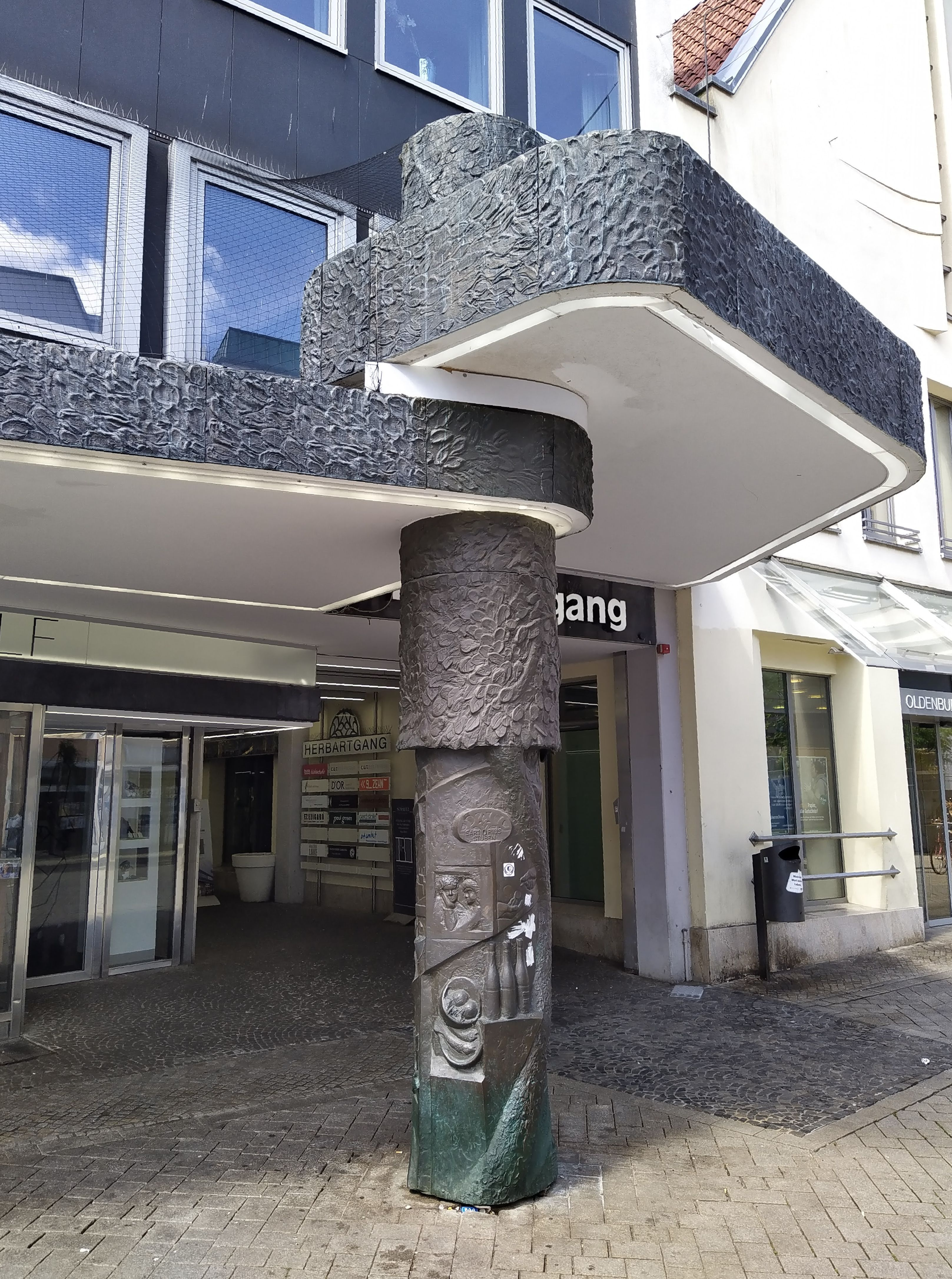
Lebensbaum am Herbartgang in Oldenburg